# پالیفرمین
پالیفرمین (انگلیسی: Palifermin) با نام تجاری کِپیوانس، یک دی‌ان‌ای نوترکیب انسانی برای فاکتور رشد کراتینوسیت (KGF) است که با استفاده از باکتری اشریشیا کلی ساخته می‌شود و رشد سلول‌های پوشانندهٔ سطح داخلی دهان و مجاری روده را تحریک می‌کند.

## موارد استفاده
در مبتلایان به سرطان‌های خون و لنفوم که گاهی مجبورند به‌خاطر پیوند مغز استخوان، دوزهای زیاد شیمی‌درمانی و پرتودرمانی را دریافت دارند، عارضه‌ای در مخاط دهان ایجاد می‌شود که به آن «موکوزیت» می‌گویند. در چنین افرادی، داروی پالیفرمین با محافظت از سلول‌های پوششی دهان و همچنین القا رشد سلول‌های بافت پوششی، میزان بروز، مدت زمانِ ابتلا، و شدت موکوزیت را کاهش می‌دهد و سبب می‌شود تا دوباره آن سد طبیعی مخاطی برقرار باشد.
پالیفرمین همچنین جهت استفاده در پیشگیری و درمان موکوزیت و بلع دشوار در سایر انواع سرطان، در دست بررسی و مطالعه است.

## نحوهٔ عمل
این دارو به گیرنده‌های فاکتور رشد کراتینوسیت (KGF) اتصال می‌یابد و سبب تکثیر و تمایز یافتن سلول‌های بافت پوششی می‌شود و همچنین فرایندهای محافظتی سلول را نیز تحریک می‌کند و به این ترتیب، علائم ناشی از موکوزیت دهانی را کاهش می‌دهد.

## عوارض جانبی
برخی علائم شایع مصرف پالیفرمین عبارتند از:
- تورم
- درد (از جمله درد مفاصل)
- بالا رفتن فشار خون
- پروتئینوری (دفع پروتئین در ادرار)

برخی از علائم جدی این دارو موارد زیر است:
- دشوار شدن تنفس
- تغییر در بافت‌های جلدی یا غشاء مخاطی شامل قرمزی، تورم، خارش، ضخیم شدن یا تغییر رنگ زبان، تغییر در حس چشایی
- تب[۶]

## نحوهٔ تجویز
این دارو به‌صورت تزریق یکجای وریدی، تجویز می‌شود. دارو شکل پودری دارد و باید با آب مقطر مخلوط شوند. تجویز این دارو سه روز پیش از آغاز شیمی‌درمانی شروع شده و ۲۴ ساعت قبل از شیمی‌درمانی قطع می‌شود. سپس تا سه روز بعد از اتمام شیمی‌درمانی ادامه می‌یابد. دوز توصیه‌شدهٔ آن، ۶۰ میکروگرم به ازای هر کیلوگرم از وزن بدن در روز است.

## تداخلات دارویی
پالیفرمین را نباید همزمان با هپارین مصرف کرد؛ چرا که هپارین سطح آنرا به شدت افزایش می‌دهد. همچنین پالیفرمین را نباید ظرف ۲۴ ساعت از شیمی‌درمانی مصرف کرد، زیرا احتمال بروز موکوزیت دهانی تشدید می‌شود.

## قیمت
هزینهٔ این دارو در حدود برای یک فرد ۷۰ کیلوگرمی، در حدود ۵٬۰۰۰ یورو برای هر دورهٔ درمانی است.